# 抱石莲
抱石莲（学名：Lemmaphyllum drymoglossoides），为水龙骨科伏石蕨属下的一个种。